# Sungai Penuh (stad)
Sungai Penuh is een stadsgemeente (kota, voorheen kotamadya) in de provincie Jambi op Sumatra, Indonesië. Sungai Penuh heeft 79.991 inwoners (2009) en heeft een oppervlakte van 391,50 km².
Sungai Penuh is onderverdeeld in 5 onderdistricten (kecamatan):
- Hamparan Rawang
- Kumun Debai
- Pesisir Bukit
- Sungai Penuh
- Tanah Kampung